# Zakarpacka Obwodowa Administracja Państwowa

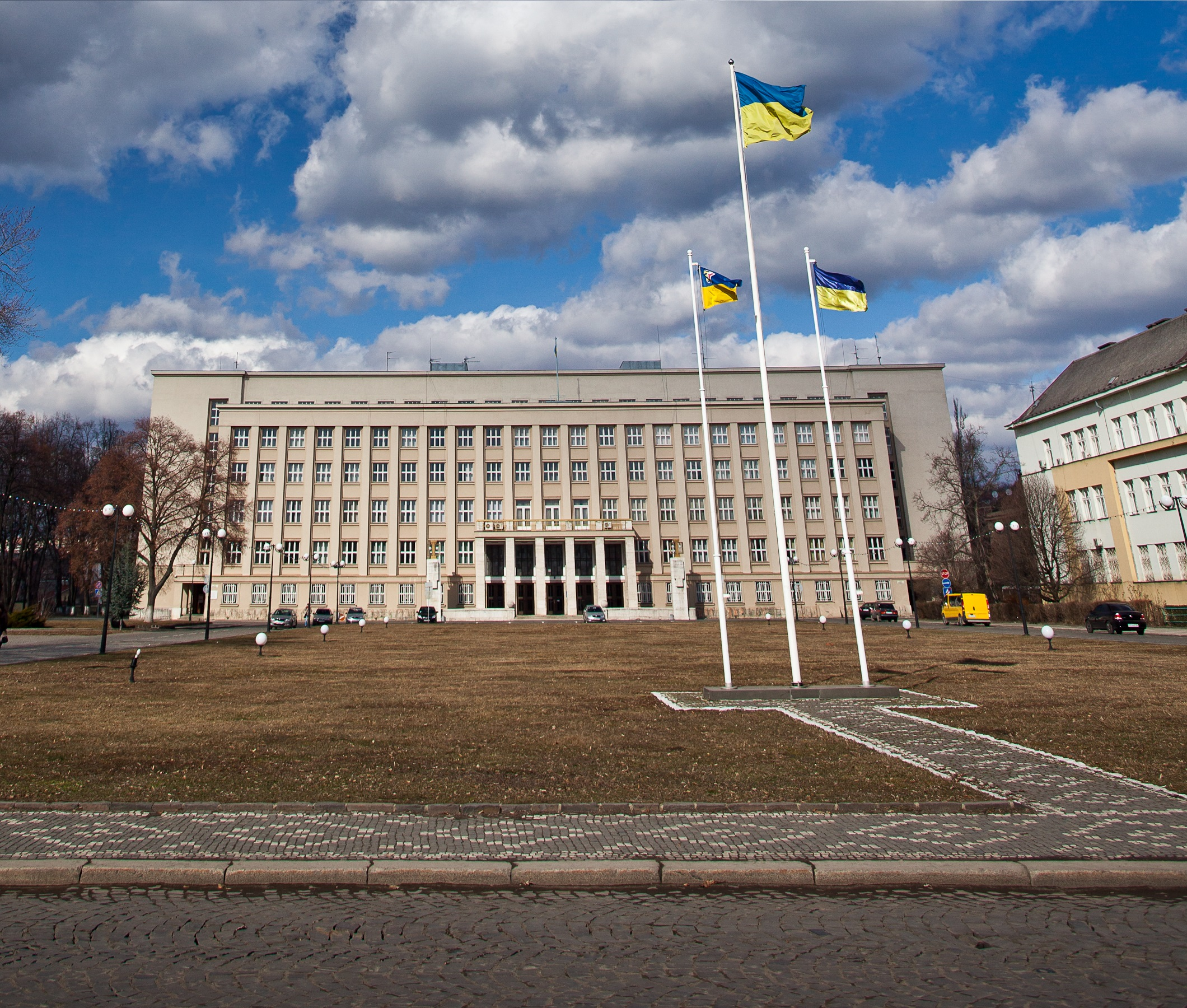
Budynek Administracji Państwowej Obwodu Zakarpackiego

Zakarpacka Obwodowa Administracja Państwowa – obwodowa administracja państwowa (ODA), działająca w obwodzie zakarpackim Ukrainy.

## Przewodniczący ODA
- Wiktor Bałoha (1998-2001)
- Hennadij Moskal (2001 - wrzesień 2002)
- Iwan Rizak (wrzesień 2002 - styczeń 2005)
- Wiktor Bałoha (luty - wrzesień 2005)
- Ołeh Hawaszi (do 18 marca 2010)
- Ołeksandr Łedyda (od 19 marca 2010)
- Wasyl Hubał (16 września 2014 - 15 lipca 2015)
- Hennadij Moskal (od 15 lipca 2015)
- Iwan Duran (p.o., do 5 lipca 2019)
- Ihor Bondarenko (5 lipca 2019–26 grudnia 2019)
- p.o. Oleksij Hetmanenko (26 grudnia 2019 – 22 kwietnia 2020)
- Oleksij Petrow (22 kwietnia 2020 – 7 grudnia 2020)
- Anatolij Poloskow (7 grudnia 2020 – 18 listopada 2021)
- p.o. Dobromilski Petrowicz (19 listopada 2021 – 10 grudnia 2021)
- Viktor Mykyta (od 10 grudnia 2021)